# Edson Rezende
Edson Rezende (Lavras, 24 de janeiro de 1997) é um ciclista brasileiro. 
Em 2018, foi vice-campeão brasileiro XCM Elite em Domingos Martins, Brasil; em 2016 e 2017, vice-campeão brasileiro XCO sub-23, em Juiz de Fora e Domingos Martins; em 2018, vice-campeão do Brasil Ride Categoria America Man, em Arraial d'Ajuda.
Até 2019, era atleta da equipe Caloi Avancini Team